# Laelia albida
Laelia albida es una especie de orquídeas epífitas. Se encuentran ampliamente distribuida por las montañas del norte de México.

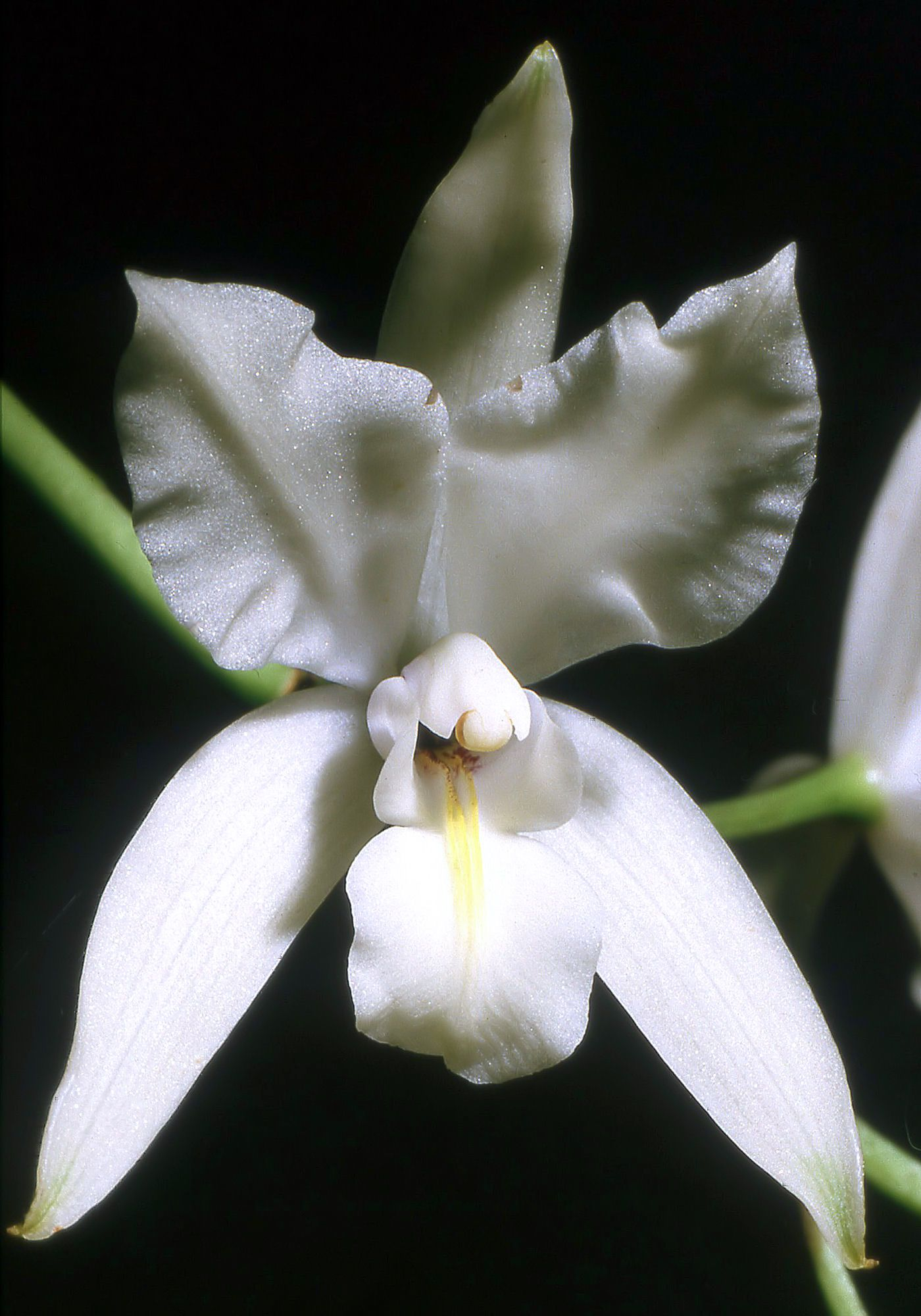
Detalle de la flor

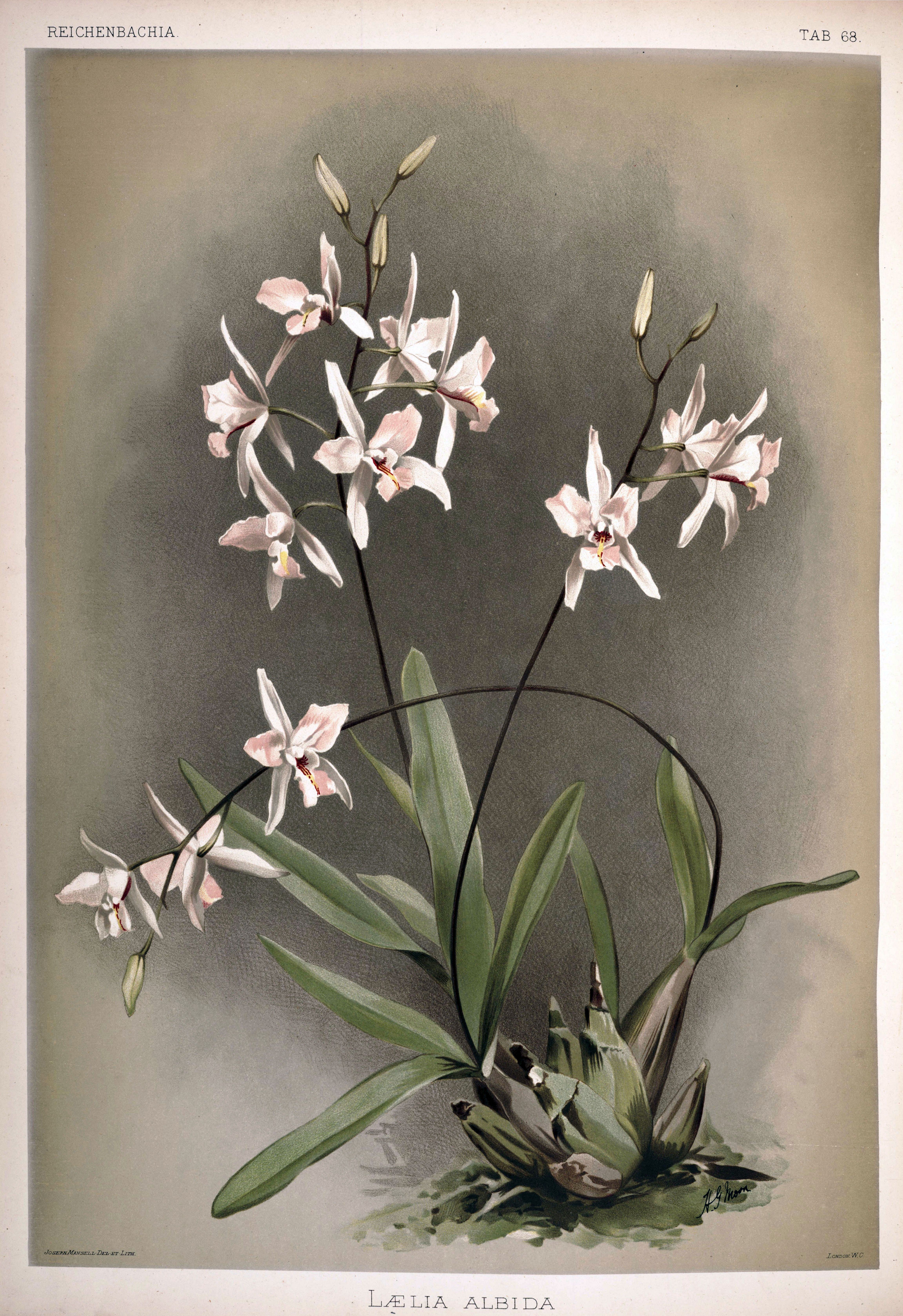
Ilustración

## Descripción
Esta especie tienen una amplia gama de color en sus flores en racimos que pueden ser erectos o péndulos.

La planta es resistente a la sequía y puede tolerar tanto las condiciones de temperatura fresca como calurosa.
Los pseudobulbos de unos 6 a 30 cm de longitud, son ovoides, y están claramente separados.
Cada pseudobulbo desarrolla una o dos hojas céreas y aspecto de cuero de unos 20 cm de longitud.

Las floraciones de la planta se producen desde finales del invierno y principios de la primavera, sus flores tienen fragancia. 
La inflorescencia es en racimo y puede tener una longitud de 30 cm y generalmente poseen más de 10 flores pequeñas (5 cm) en cada inflorescencia, las cuales son de color rosa pálido con un labelo púrpura que vira a blanco en la proximidad de la columna.

Las variedades Alba son raras y muy apreciadas.
Laelia albida se cría fácilmente en cultivo y son resistentes a las sequías. Se puede situar en placas, por lo que sus raíces pueden recibir corrientes de aire y aguantar ciclos de humedad o sequía.
Aguanta temperaturas frías en invierno próximas a la helada y presenta la necesidad de ser mantenida seca hasta nuevo crecimiento vegetativo. 
Se desarrolla mucho mejor sobre corcho o madera dura que en maceta.

## Hábitat
La especie Laelia albida es una planta que se desarrolla en alturas, teniendo preferencia por unas condiciones soleadas, frías y secas. 

## Taxonomía
Laelia albida fue descrita por Bateman ex Lindl. y publicado en Edwards's Botanical Register 25: Misc. p. 2. 1839.
Etimología
Laelia: nombre genérico que ha sido nombrado por "Laelia", una de las vírgenes vestales, o por el nombre romano de "Laelius", perteneciente a una antigua familia romana.
albidus: epíteto latíno que significa "blancuzca"
Nombre común: Flor de mayo.
Sinonimia
- Laelia discolor A. Rich. & Galeotti (1845)
- Laelia candida Lodd. ex W. Baxter (1850)
- Amalia albida (Bateman ex Lindl.) Heynh. (1846)
- Cattleya albida (Bateman ex Lindl.) Beer (1854)
- Bletia albida (Bateman ex Lindl.) Rchb.f. (1862)[3]

## Híbridos
Las especies de Laelia se hibridan fácilmente con especies dentro del género y con otros géneros próximos, tal como Cattleya (x Laeliocattleya, más de 2,000 especies), Brassavola, Bletia, Rhyncholaelia, y Sophronitis. La mayoría de las orquídeas híbridas pertenecen a esta categoría p.e. ×Sophrolaeliocattleya, ×Brassolaeliocattleya y un gran número de otras variaciones.